# Паркланд (Вашингтон)
Паркланд (енгл. Parkland) насељено је место без административног статуса у америчкој савезној држави Вашингтон.

## Демографија
По попису из 2010. године број становника је 35.803, што је 11.75 (48,9%) становника више него 2000. године.
| Група             | 2000.          | 2010.          |
| Белци             | 17.223 (71,6%) | 19.976 (55,8%) |
| Афроамериканци    | 1.940 (8,1%)   | 4.144 (11,6%)  |
| Азијати           | 1.597 (6,6%)   | 2.969 (8,3%)   |
| Хиспаноамериканци | 1.281 (5,3%)   | 4.626 (12,9%)  |
| Укупно            | 24.053         | 35.803         |